# Eugeniusz Seifried
Eugeniusz Seifried (ur. 25 lutego 1920 w Częstochowie, zm. 21 marca 1994 tamże) – polski piłkarz i działacz sportowy, związany z Częstochową. Wśród kibiców znany był jako Niuniek i Dekawka.

## Życiorys
Urodzony w 1920 r. w Częstochowie. Karierę sportową rozpoczął przed II wojną światową. W wieku 14 lat założył wraz z innymi piłkarzami klub piłkarski Błękitni Aniołów, potem uchodził wówczas za jednego z najbardziej utalentowanych częstochowskich piłkarzy. Brał m.in. udział w ostatnim przed wybuchem II wojny światowej meczu reprezentacji Częstochowy z reprezentacją Będzina, w którym strzelił jedną z bramek.
Po zakończeniu wojny grał w Skrze Częstochowa, która była wówczas bliska awansu do I ligi. Jeszcze przed zakończeniem kariery został w 1952 r. trenerem LZS Mstów i w następnym sezonie awansował z tą drużyną do klasy B. Po zakończeniu kariery zawodniczej był nadal trenerem (m.in. w Skrze, Victorii, Budowlanych czy Błękitnych) i działaczem piłkarskim w strukturach Częstochowskiego Okręgowego Związku Piłki Nożnej, to z jego inspiracji reaktywowano w latach 80. XX w. Błękitnych Aniołów.
Zginął od licznych ciosów w głowę 21 marca 1994 r. we własnym domu przy ul. Warszawskiej 13 w Częstochowie, motywem napadu był prawdopodobnie rabunek, ale śledztwo w sprawie zabójstwa umorzono z powodu braku możliwości wykrycia sprawców.
Jego imieniem nazwano ulicę na częstochowskim Aniołowie, gdyż Seifried urodził się w tej dzielnicy, OZPN w Częstochowie organizował również Memoriał im. Eugeniusza Seifrieda.